# Drosophila vallismaia
Drosophila vallismaia är en tvåvingeart som beskrevs av Léonidas Tsacas 1984. Drosophila vallismaia ingår i släktet Drosophila och familjen daggflugor.
Artens utbredningsområde är Seychellerna.